# Carver (film)
Carver is een Amerikaanse thriller-horrorfilm uit 2008 onder regie van Franklin Guerrero Jr., die ook het verhaal schreef. Acteur Matt Carmody won voor zijn hoofdrol als Pete de prijs voor beste acteur van het Freaky Film Festival.

## Verhaal

### Proloog
Een jonge vrouw komt bij bewustzijn in een kale, vieze kamer. Een man komt naar haar toe en raapt een handzaag op van de grond. De vrouw smeekt om haar leven, maar hij gaat haar onbewogen te lijf met het gereedschap. Wanneer hij klaar is met de marteling, zaagt hij haar levend de keel door.

### Hoofdlijn
De broers Pete en Bryan gaan samen een weekend kamperen. Rob heeft het bevriende stel Zack en Rachel uitgenodigd om mee te gaan. Ze hebben afgesproken om elkaar 's middags te ontmoeten bij het nabije barretje QG. Barman Billy Hall Carver maakt er een praatje met ze en deelt een pot koffie met de vier. Wanneer ze willen vertrekken, vraagt hij ze om hulp. Hij heeft voorraad uit zijn huis nodig in de bar, maar kan die zelf niet tillen vanwege zijn slechte rug. Normaal doet zijn broer Bobby Shaw dat, maar die is net voor ondervraging meegenomen door sheriff Quixley. Wanneer Billy Hall de vier in ruil een avond gratis drinken in de bar in het vooruitzicht stelt, gaan ze akkoord. Zijn huis bevindt zich vlak bij het kampeerterrein, dus ze hoeven er geen omweg voor te maken.
De groep zet de tenten neer naast die van de ook op het terrein kamperende Kate. Zij is daar met een vriendin, maar die heeft zich al een tijdje niet laten zien. Pete nodigt haar uit om zo lang met hen op te trekken. Zodoende gaat Kate mee naar het huis van Billy Hall om voorraad voor de bar te halen. Daar aangekomen, neust Zack rond in de kastjes. Hierin vindt hij een aantal filmspoelen. Eén daarvan is getiteld The Dark Side of Love. Nadat Kate ook een projector aantreft, gaan ze met zijn allen zitten om er naar te kijken. In de film staat een gemaskerde man centraal die met allerlei handgereedschappen stelletjes om zeep helpt. De stemming bij de kijkers is in het begin jolig, maar wordt gaandeweg minder vrolijk omdat de beelden toch wel indruk maken. Wanneer ze denken dat er iemand aan komt, gaan ze snel met de door Billy Hall gevraagde voorraad naar hem op weg om niet betrapt te worden. Bryan neemt een van de filmspoelen stiekem mee. Hij kijkt veel horrorfilms, maar geen daarvan lijkt op wat hij net heeft gezien. Daarom weet hij niet zeker wat hij ervan moet denken. Hij stopt onderweg om te plassen. Wanneer hij bij een struik staat, herkent hij het stuk bos aan de overkant als de plek waar de dader in The Dark Side of Love zijn slachtoffers vermoordt. Hij vertelt dit aan Pete, maar die kent zijn broer als weinig dapper en weet dat hij toch al niet dol is op het buitenleven. Hij gaat er daarom van uit dat Bryans fantasie op hol is geslagen.
Billy Hall houdt zijn belofte. Het viertal vermaakt zich die avond in een volle bar met muziek, karaoke en gratis drank. Het uitje eindigt met een opstootje, doordat Rachel met een van de bargasten flirt. Zack wordt kwaad en slaat de man. Die haalt op zijn beurt ook uit en bezorgt Zack een bloedneus. Hij wil die stelpen, maar de rij mannen voor de wc laat hem niet voorgaan. Daarom wijst Billy Hall hem het buitentoilet. Ondanks alle vuiligheid daar, gaat Zack een hokje in. De gemaskerde moordenaar uit de film overvalt hem maakt hem met handboeien vast aan een pijpleiding. Hij giet de inhoud van de wc-pot over Zack uit en knijpt vervolgens zijn testikels fijn met een waterpomptang.
Nadat Rachel overgeeft over Pete, vinden de anderen het ook mooi geweest. De vier bedanken Billy Hall en gaan terug naar de tenten. Daar betrapt Pete zijn broer met de filmspoel die hij meenam uit het huis van Billy Hall. Hij wil dat hij die teruggeeft. Bryan haalt hem over om die nacht nog samen terug naar het huis te gaan en de film terug te leggen. Billy Hall is nog in de bar en hoeft op die manier niet te weten te komen dat hij de film überhaupt meenam. Pete vraagt Kate om een oogje op Rachel te houden tot ze terug zijn. Bryan treft in het huis van Billy Hall een rek aan met pas ontwikkelde filmstroken. Hij ziet dat Kate hier op staat. Terwijl de broers nog binnen zijn, horen ze Bobby Shaw thuiskomen. Ze verstoppen zich in een kamer. Die blijkt vol te liggen met afgehakte lichaamsdelen. Bobby Shaw komt de kamer in. Hij ziet de broers niet, maar doet wel de deur achter zich op slot.
Rachel wordt midden in de nacht wakker. Hoewel Kate het haar afraadt, gaat ze Zack zoeken. Kate gaat achter haar aan. Voor ze bij Rachel is, wordt die overvallen door Bobby Shaw. Hij draagt hetzelfde pak en masker als hij deed in The Dark Side of Love. Rachel vlucht en verschuilt zich in een schuur, maar Bobby Shaw vindt haar. Hij slaat met een hamer een centimeters lange spijker in haar knie, trekt die eruit en slaat die dan in haar andere knie. Ten slotte zet hij de spijker op haar voorhoofd en slaat hij die daarin.
Pete en Bryan proberen uit de kamer te komen door een garagedeur open te wrikken. Ze krijgen die een stukje omhoog, maar wanneer Pete zijn arm eronderdoor steekt, valt de deur erop. Tijdens haar zoektocht naar Rachel, komt Kate het huis binnen. Daar vindt ze het lijk van sheriff Quixley. De broers horen haar angstgil en roepen haar. Kate krijgt de kamerdeur ook niet open en gaat daarom buitenom naar de andere kant van de garagedeur. Bryan vertelt haar dat de moorden in de films die ze vonden echt zijn en dat de moordenaar achter ze aan zit. Hij geeft haar de sleutels van Petes wagen aan door de kier onder de garagedeur en vertelt haar hulp te gaan halen. Bobby Shaw staat buiten om de hoek en vangt het hele gesprek op. Wanneer Kate de wagen start, bonkt een gemaskerde man op het autoraam. Kate herkent hem als de moordenaar uit The Dark Side of Love. Ze rijdt de wagen een stukje achteruit en plet de gemaskerde man vervolgens tussen de motorkap en een geparkeerde wagen. Wanneer hij nog in leven blijkt te zijn, doorboort ze zijn schedel met een houweel. Kate verwijdert het masker van de man en schrikt wanneer ze ziet dat ze Zack heeft vermoord. Bobby Shaw verschijnt en lacht haar uit. Hij heeft Zack gebruikt als dubbel. Daarna schiet hij Kate neer.
Bobby Shaw gaat de kamer waarin de broers zich bevinden in. Hij ziet Pete op de grond zitten en loopt naar hem toe. Daarop belaagt Bryan hem van achteren. Bobby Shaw gooit hem van zich af en geeft hem een pak slaag met een tang. Pete schiet zijn broer te hulp en steekt Bobby Shaw een splinter in zijn oog. Die slaat Pete buiten westen. Daarna slaat hij ook Bryan bewusteloos en boeit hij hem met zijn arm vast aan het been van een dode vrouw. Kate komt even verderop bij bewustzijn. Ze zit vastgebonden op een stoel, maar die breekt nadat ze zich daarmee op de grond laat vallen. Bobby Shaw start een camera voor hij voor het oog van de lens Pete in elkaar slaat met een moker. Bryan komt in de aangrenzende kamer bij en vindt een zaag. Hiermee amputeert hij het been van de dode vrouw, om zo zichzelf van haar los te maken. Wanneer hij bij Pete arriveert, heeft Bobby Shaw hem net een fatale mokerslag in zijn gezicht gegeven. Bobby Shaw wil ook Bryan te lijf gaan, maar wordt afgeleid door een kreet van Kate. Ze heeft een shotgun gevonden en schiet Bobby Shaw neer. Wanneer haar oog op de dode vrouw op de grond valt, herkent ze haar vermiste vriendin. Daarop zet ze de shotgun onder haar kin en schiet ze zichzelf dood. Bryan pakt de shotgun en wil de kamer uit gaan. Bobby Shaw blijkt nog niet dood en pakt hem het wapen af. Wanneer hij Bryan ermee neer wil schieten, blijkt het geweer leeg. Bryan vermoordt hem daarop alsnog door een schrobzaag in zijn hoofd te steken.
Bryan gaat naar de huiskamer en zet The Dark Side of Love op. Tijdens het kijken realiseert hij zich dat Bobby Shaw de film niet alleen gemaakt kan hebben. Iemand anders moet de camera hebben bediend. Nadat er een hond binnenloopt en naast Bryan op de bank gaat zitten, steekt een man hem in zijn keel; Billy Hall.

## Rolverdeling
- Matt Carmody - Pete
- Neil Kubath - Bryan
- Kristyn Green - Rachel
- Ursula Taherian - Kate
- Jonathan Rockett - Zack
- David G. Holland - Billy Hall Carver
- Erik Fones - Bobby Shaw Carver
- Luke Vitale - Sheriff Quixley
- Natasha Charles Parker - Gina

## Trivia
- Het liedje dat klinkt vanaf de platenspeler in de openingsscène en later terugkeert, is een 19e-eeuws Amerikaans volksliedje getiteld Turkey in the Straw.